# Seznam dílů seriálu Constantine
Toto je seznam dílů seriálu Constantine. Americký dramatický televizní seriál Constantine byl vysílán od 24. října 2014 do 13. února 2015 na stanici NBC.

## Přehled řad
| Řada | Díly | Premiéra v USA | Premiéra v USA |
| Řada | Díly | První díl      | Poslední díl   |
| ---- | ---- | -------------- | -------------- |
| 1    | 13   | 24. října 2014 | 13. února 2015 |

## Seznam dílů
| Č. v seriálu | Název                             | Režie             | Scénář                                                      | Datum premiéry     | Produkční kód | Sledovanost v USA (v mil.) |
| ------------ | --------------------------------- | ----------------- | ----------------------------------------------------------- | ------------------ | ------------- | -------------------------- |
| 1            | Non Est Asylum                    | Neil Marshall     | námět: Daniel Cerone a David S. Goyer scénář: Daniel Cerone | 24. října 2014     | 296849        | 4,28                       |
| 2            | The Darkness Beneath              | Steve Shill       | Rockne S. O'Bannon                                          | 31. října 2014     | 3J5553        | 3,06                       |
| 3            | The Devil's Vinyl                 | Romeo Tirone      | Mark Verheiden a David S. Goyer                             | 7. listopadu 2014  | 3J5554        | 3,14                       |
| 4            | A Feast of Friends                | John F. Showalter | Cameron Welsh                                               | 14. listopadu 2014 | 3J5555        | 3,47                       |
| 5            | Danse Vaudou                      | John Badham       | Christine Boylan                                            | 21. listopadu 2014 | 3J5556        | 3,54                       |
| 6            | The Rage of Caliban               | Neil Marshall     | Daniel Cerone                                               | 28. listopadu 2014 | 3J5552        | 3,34                       |
| 7            | Blessed Are the Damned            | Nick Gomez        | Sneha Koorse                                                | 5. prosince 2014   | 3J5557        | 3,17                       |
| 8            | The Saint of Last Resorts         | TJ Scott          | Carly Wray                                                  | 12. prosince 2014  | 3J5558        | 3,30                       |
| 9            | The Saint of Last Resorts, Part 2 | Romeo Tirone      | Mark Verheiden                                              | 16. ledna 2015     | 3J5559        | 3,06                       |
| 10           | Quid Pro Quo                      | Mary Harron       | Brian Anthony                                               | 23. ledna 2015     | 3J5560        | 3,47                       |
| 11           | A Whole World Out There           | Tom Wright        | Davita Scarlett a Sneha Koorse                              | 30. ledna 2015     | 3J5561        | 3,29                       |
| 12           | Angels and Ministers of Grace     | Sam Hill          | Christine Boylan                                            | 6. února 2015      | 3J5562        | 2,96                       |
| 13           | Waiting for the Man               | David Boyd        | Cameron Welsh                                               | 13. února 2015     | 3J5563        | 3,30                       |